# Канадские федеральные выборы (2011)
Федеральные выборы в Палату общин Канады 2011 года состоялись в Канаде 2 мая 2011 года. Выборы проводятся по мажоритарной избирательной системе с 308 избирательными округами.
Новые выборы были назначены после того, как правительство Стивена Харпера ушло в отставку после вотума недоверия 25 марта 2011 года, вынесенного Палатой общин 156 голосами против 145. 26 марта была названа дата выборов. 22, 23 и 25 апреля проходило досрочное голосование.

## Предвыборные опросы
Последние опросы общественного мнения показывают, что Консервативную партию (лидер — Стивен Харпер) поддерживает 33—37 % респондентов, Либеральную партию (Майкл Игнатьев) — 19—24 %, Новую демократическую партию (Джек Лейтон) — 30—33 %, Зелёных (Элизабет Мэй) — 4—6 %, Квебекский блок (Жиль Дюсеп) — 4—6 %. Тем не менее, общенациональные и общепровинциальные опросы при голосовании по мажоритарной избирательной системе малоэффективны.
| Партия          | Атлантическая Канада | Квебек (целиком) | Квебек: Монреаль | Остальная часть Квебека | Онтарио (целиком) | Большой Торонто | Остальная часть Онтарио | Манитоба и Саскачеван | Альберта | Британская Колумбия |
| --------------- | -------------------- | ---------------- | ---------------- | ----------------------- | ----------------- | --------------- | ----------------------- | --------------------- | -------- | ------------------- |
| Консерваторы    | 33                   | 17               | 12               | 23                      | 40                | 39              | 41                      | 51                    | 58       | 37                  |
| Либералы        | 24                   | 11               | 15               | 8                       | 26                | 29              | 24                      | 14                    | 14       | 15                  |
| НДП             | 38                   | 43               | 44               | 43                      | 28                | 28              | 29                      | 30                    | 20       | 39                  |
| Зелёные         | 6                    | 6                | 6                | 6                       | 5                 | 3               | 6                       | 5                     | 7        | 8                   |
| Квебекский блок | 0                    | 22               | 24               | 20                      | 0                 | 0               | 0                       | 0                     | 0        | 0                   |

## Результаты

### Федеральные
| Партия          | Голосов всего      | Мест | Δ    |
| --------------- | ------------------ | ---- | ---- |
| Консерваторы    | 5 808 632 (39,6 %) | 166  | ▲ 23 |
| НДП             | 4 489 558 (30,6 %) | 103  | ▲ 67 |
| Либералы        | 2 766 241 (18,9 %) | 34   | ▼ 43 |
| Квебекский блок | 889 413 (6,1 %)    | 4    | ▼ 43 |
| Зелёные         | 571 907 (3,9 %)    | 1    | ▲ 1  |

### По провинциям
| Партия          | Британская Колумбия | Альберта    | Саскачеван  | Манитоба    | Онтарио     | Квебек      | Нью-Брансуик | Новая Шотландия | Остров Принца Эдуарда | Ньюфаундленд и Лабрадор | Юкон       | Северо-Западные территории | Нунавут    |
| --------------- | ------------------- | ----------- | ----------- | ----------- | ----------- | ----------- | ------------ | --------------- | --------------------- | ----------------------- | ---------- | -------------------------- | ---------- |
| Консерваторы    | 21 (45,5 %)         | 27 (66,8 %) | 13 (56,3 %) | 11 (53,5 %) | 73 (44,4 %) | 6 (16,5 %)  | 8 (43,9 %)   | 4 (36,7 %)      | 1 (41,2 %)            | 1 (28,4 %)              | 1 (33,8 %) | 0 (32,1 %)                 | 1 (49,9 %) |
| НДП             | 12 (32,5 %)         | 1 (16,8 %)  | 0 (32,3 %)  | 2 (25,8 %)  | 22 (25,6 %) | 58 (42,9 %) | 1 (29,8 %)   | 3 (30,3 %)      | 0 (15,4 %)            | 2 (32,6 %)              | 0 (14,4 %) | 1 (45,8 %)                 | 0 (19,4 %) |
| Либералы        | 2 (13,4 %)          | 0 (9,3 %)   | 1 (8,6 %)   | 1 (16,6 %)  | 11 (25,3 %) | 7 (14,2 %)  | 1 (22,6 %)   | 4 (28,9 %)      | 3 (41 %)              | 4 (37,9 %)              | 0 (33 %)   | 0 (18,4 %)                 | 0 (28,6 %) |
| Квебекский блок |                     |             |             |             |             | 4 (23,4 %)  |              |                 |                       |                         |            |                            |            |
| Зелёные         | 1 (7,7 %)           | 0 (5,3 %)   | 0 (2,7 %)   | 0 (3,6 %)   | 0 (3,8 %)   | 0 (2,1 %)   | 0 (3,2 %)    | 0 (4 %)         | 0 (2,4 %)             | 0 (0,9 %)               | 0 (18,9 %) | 0 (3,1 %)                  | 0 (2,1 %)  |
| Всего           | 36                  | 28          | 14          | 14          | 106         | 75          | 10           | 11              | 4                     | 7                       | 1          | 1                          | 1          |